# ホットスポット (地学)

プレート運動とホットスポット。一定の場所でマントルが上昇する。上昇するマントルは固体である。プレート移動によって海山が移動する。

ホットスポット（hotspot）とは、プレート（リソスフェア）より下のアセノスフェアに生成源が存在すると推定される、マグマによる火山活動が起きている場所を言う。マントル本体も、その上昇流であるプリュームも固体である。マントル上昇によって温度を保ったまま圧力が減少するので、マントルに部分的な溶融が起こり、マグマが発生する。なお、溶融量は通常10パーセント未満である。
1990年代までホットスポットは、ほとんど位置を変えずに、同じ場所に存在し続けると考えられていたが、J・A・タルドゥーノらの天皇海山列に関する研究により、ハワイ・ホットスポットが約8000万年前から5000万年前の間に、南へ約1700 km移動した可能性が指摘された
。
以下の記述は、ホットスポットが不動点であることを前提としている。

## ホットスポットの成因

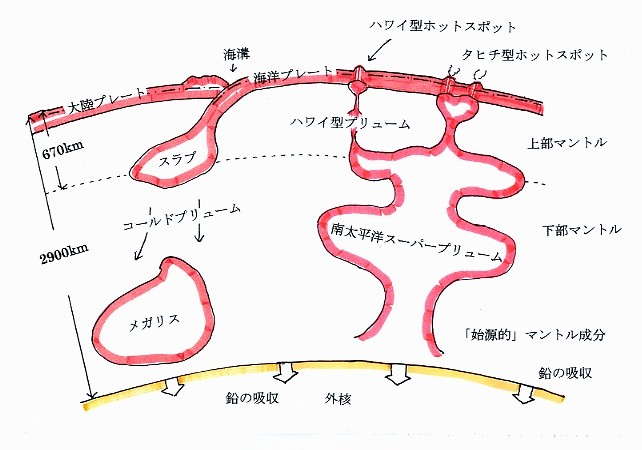
プリュームテクトニクスと、ハワイ型およびタヒチ型ホットスポット。

プリュームテクトニクス仮説によれば、地学でのホットスポットとは、マントル内の上昇流（ホットプリューム）の先端が、プレートを突き抜けて地表に現れた火山活動地形と、それに起因する地面の高温現象を指す。
大陸プレートよりも比重の重い海洋プレートは、沈み込み帯でマントル内へ入り、スラブ（英語：Slab）と呼ばれる。しかし、およそ深度670 kmよりも深いマントルは、周囲の熱と圧力の影響で、結晶構造がペロブスカイト相に遷移する。するとスラブは周囲よりも比重が軽くなるため、それ以上沈み込みづらく、ここで一時滞留した（スタグナント、英語：Stagnant「淀んだ」の意味）スラブとなる。大量に滞留したスタグナントスラブの一部は相転移して密度が増し、その重くなったスラブは分裂し、マントル内の下降流（メガリス、コールドプリューム）となって下部マントルへと沈んでゆく。こうして発生したコールドプリュームの挙動が対流となり、核に近い高温のマントルが上昇に転じてホットプリュームが発生する。
大規模なホットプリュームの上昇流は、地表へ達すると中央海嶺を形成して水平に拡大し、新たな海洋プレートの成因となる。しかし小規模なホットプリュームは、プレートの水平動とは連動しない独立した熱源として留まる事ができる。これを地学でのホットスポットと呼ぶ。ホットスポット上のプレート上には、プレートの動きの方向に沿った火山列を形成する。ただし、動きの遅いプレートの場合は、局所的に大規模な火山を形成する。

## ホットスポットの地球科学での意味

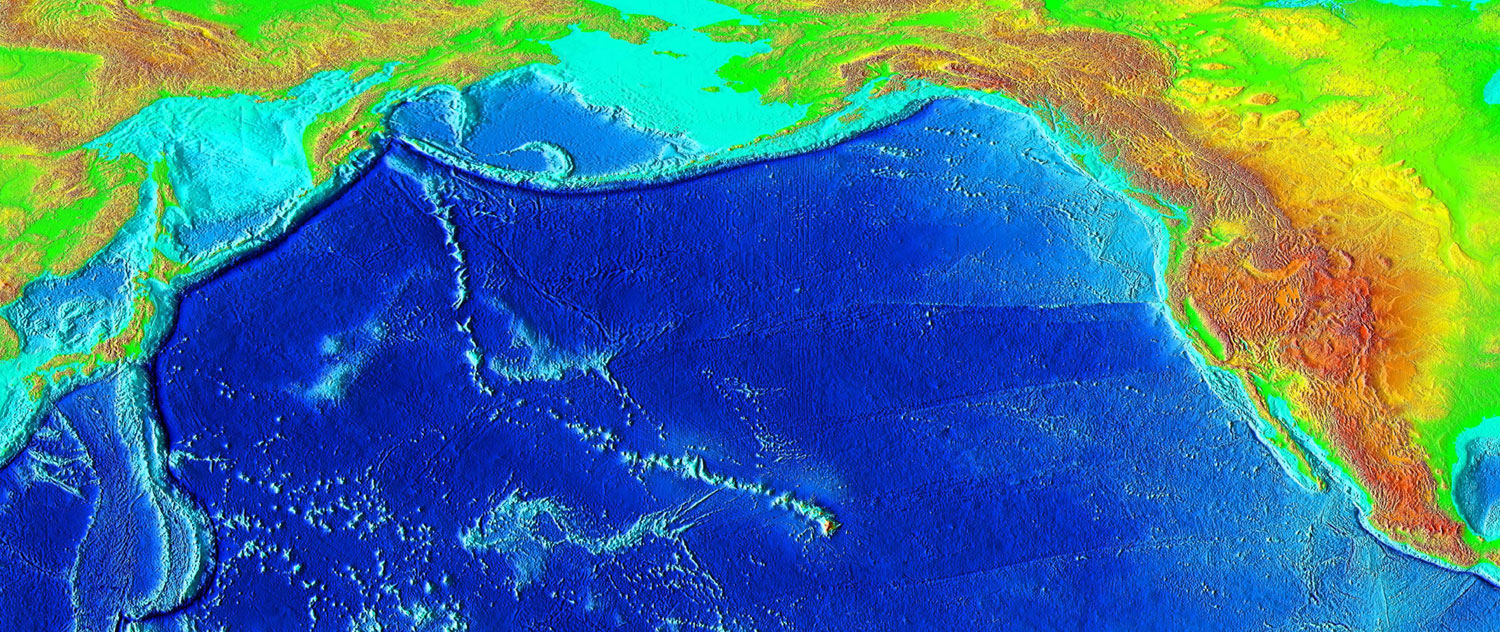
北太平洋の海底地形。ハワイ諸島及び天皇海山群の並ぶ様子が見て取れる。

ホットスポットの地球科学における意味は、マントル内部のプリュームテクトニクスが地表に顔を出した物である以外に、プレート運動の証言者という意味がある。
ホットスポットの典型例として挙げられるのは、ハワイ諸島及び天皇海山群である。ハワイ諸島及び天皇海山群は、アリューシャン列島とカムチャツカ半島の付け根部分からハワイ諸島まで「く」の字を横倒しにしたように並ぶ古い海底火山（海山）と火山島の列であり、北端では7000万年前、海山列の折れ曲がる北緯40度付近では、4200万年前であると判明している。つまり北から順に古い海底火山（海山）と火山島が並んでいると証明された。このように岩石の生成年代からホットスポットの軌跡が描かれていると考えられる場所は、地球上で20ヶ所ほど存在すると考えられている。Minsterは、それらのホットスポットの軌跡のある場所がプレートの動く方向と一致しているか検証した結果、ほぼ一致するという結果が得られたばかりか、太平洋プレート、ココスプレート、ナスカプレート、インドプレートの動きが他のプレートの動きよりも速いと判明した。反面同時に、ハワイ諸島及び天皇海山群がホットスポットによって生成された海底火山が火山島に成長し、それがプレートの移動によって活動を停止し、ベルトコンベアーに載せられたように順次北西方向へと移動しながら、次第に侵食されて海山になった結果、ホットスポットから見てプレートの運動方向に並んだ海山列として、海底に残った事も証明された。

## 現在ホットスポットが所在する主な場所

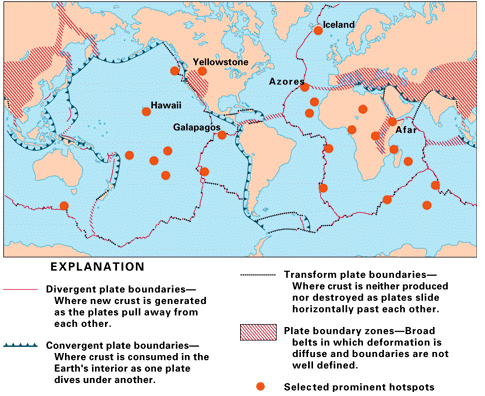
世界の主なホットスポットの位置

ホットスポットの発生は、大陸の移動には影響されないと考えられてきた。一方で、ホットスポットがプレート内部で多く発生した結果として、大陸移動の契機になり得ると考えられている。つまり、ホットスポットができると、プレートには放射状に割れ目ができ、そのようなホットスポットが多数存在すると、割れ目同士が連続して、中央海嶺の成因になるという事である。実際に、現在の大西洋中央海嶺はホットスポットと重複している場所が多く確認されている。また、グレート・リフト・バレーもアフリカスーパープリュームの地表部分を成すホットスポットであり、巨大な割れ目が形成されて大陸が分裂し、将来的に中央海嶺が形成されるだろうと考えられている。

### アメリカ
- イエローストーン（イエローストーン・ホットスポット（英語版））
- Anahim Volcanic Belt（Anahim hotspot）
- Mackenzie dike swarm（Mackenzie hotspot）
- Great Meteor hotspot track（en:New England hotspot）

### 太平洋
- ハワイ諸島＝天皇海山群（ハワイ・ホットスポット）
- Kodiak–Bowie Seamount chain（Bowie Seamount）
- Cobb–Eickelberg Seamount chain（Cobb hotspot）
- オントンジャワ海台（ルイビル・ホットスポット）
- タヒチ島及びその付近（ソサエティー・ホットスポット（英語版））
- ガラパゴス諸島（ガラパゴス・ホットスポット（英語版））
- カロリン諸島（カロリン・ホットスポット（英語版））太平洋、マリアナ諸島の南方、ニューギニア島の北方
- イースター島（イースター・ホットスポット（英語版））サラ・イ・ゴメス島
- マルケサス諸島（マルケサス・ホットスポット（英語版））南太平洋、タヒチの北東
- サモア（サモア・ホットスポット（英語版））南太平洋
- オーストラル諸島（マクドナルド・ホットスポット（英語版））マクドナルド海山（英語版）、ギルバート諸島、マーシャル諸島他
- ホアン・フェルナンデス海嶺（英語版）（ホアン・フェルナンデス・ホットスポット（英語版））ナスカプレートの海嶺（海山群）
- トゥアモトゥ諸島（ピトケアン・ホットスポット（英語版）[5][6]。)

### インド洋
- Mascarene Plateau＝Chagos-Laccadive Ridge（レユニオン・ホットスポット）（インド洋、マダガスカルの東方レユニオン島）
- 東経90度海嶺（Kerguelen hotspot）

### アフリカ
- アフリカ大地溝帯
- St. Helena Seamount chain＝カメルーン火山列（下記3地域に関してはカメルーン火山列を参照）
  - ビオコ島（赤道ギニア）
  - サントメ・プリンシペ
  - アンノボン島（赤道ギニア）

### 大西洋
- アイスランド（アイスランド・ホットスポット）（大西洋中央海嶺と重複）
- アゾレス諸島（アゾレス・ホットスポット（英語版））（同上）
- アセンション島（アセンション・ホットスポット）（同上）
- Walvis Ridge及びトリスタン＝ダ＝クーニャ諸島（トリスタン・ホットスポット）（大西洋中央海嶺の東方、南緯38度）
- カナリア諸島（カナリア・ホットスポット（英語版））（大西洋、モロッコの西方の海域）
- カーボベルデ（カーボベルデ・ホットスポット（英語版））（大西洋、西アフリカ、セネガルの西方の海域）
- セント・ヘレナ島（セント・ヘレナ・ホットスポット（英語版））（大西洋中央海嶺の東方、南緯15度）
- en:New England Seamount chain（en:New England hotspot）

### 南極
- エレバス山（エレバス・ホットスポット（英語版））（南極）

## ホットスポットの種類及び形状

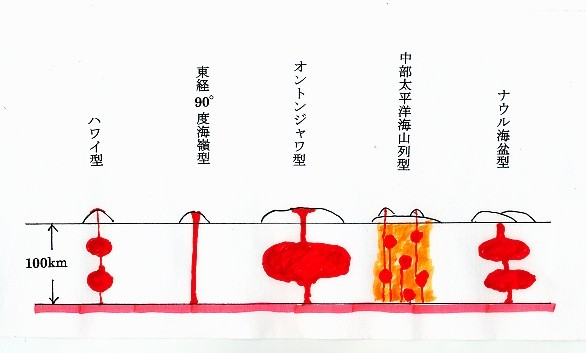
ホットスポットの形状

ホットスポットの種類は、大きく分けて2種あると考えられる。地震波トモグラフィーの画像によって、南太平洋の海底の下のマントルが非常に高温である事と、その高温域がハワイに枝状につながっている事が明らかになった。つまりタヒチは南太平洋の高温域である下部マントルのスーパープリュームが部分的に地表に直接的に現れた姿であり、ハワイはスーパープリュームの影響を受けつつ、上部マントルの第3次ホットプリュームが表出した姿であると考えられるようになった。
このタヒチ型とハワイ型の違いは、地震波トモグラフィーの画像のほかに、双方の火山噴出物の違いからも明確である。ハワイで噴出する玄武岩は、地表からの深さ200 kmよりも浅い海嶺玄武岩の元になる物質と、200 kmよりも深い「始源的」とも言うべきマントルの物質の混合物である。一方でタヒチのそれは、鉛の極端に少ない玄武岩で「始源的」なマントルの物質が吹き出した物である。タヒチの他にはセントヘレナが知られている。タヒチの噴出物である玄武岩に鉛が少ない理由は、プレートが沈み込む段階で鉛が失われるという説と、核に鉛が吸収されるという説が有るものの、その本当の理由は判明していない。
一方、ホットスポットには多様な形状が見られる。
- ハワイ型 - 断続的にマグマの塊が吹き上げてくる。
- オントンジャワ型 - オントンジャワ海台は、現在のニューギニア島の東方の海底で1億2千年前（中生代）に活動を行っていた海底火山である。スーパープリュームの先端部分がリソスフェアを突き破って、大規模に熔岩を吹き出し、巨大な海台を形成した。オントンジャワの噴出規模は周辺の海台を合わせると8000万 m3に及び、これはデカン高原の200万 m3の40倍もの規模である。
- ナウル海盆型 - ハワイ型とオントンジャワ型の中間であり、オントンジャワほど大規模ではないものの、プリュームが吹き上げる物質を数回に2〜3回にわたって多量に噴出する。
- 中部太平洋海山列型 - プリュームが吹き上げる中で散在的に高温のマグマ部分が有って、それが噴き上げて散在的に海底火山や海山、火山島を形成する。
- 東経90度海嶺型 - 東経90度海嶺は、インド洋、ベンガル湾の南方の海底にある。連続的にマグマが吹き上げてくる。